# Route 255 (Nouveau-Brunswick)
Pour les articles homonymes, voir Route 255.
La route 255 est une route locale du Nouveau-Brunswick située dans le nord-ouest de la province, au nord de Grand Falls, longue de 19 kilomètres. Elle est pavée sur toute sa longueur.

## Tracé
La 255 débute à la sortie 75 de la route 2, au nord-ouest de Grand Falls. La 255 commence par se diriger vers l'est pendant 1 kilomètre, puis elle bifurque vers le nord à son intersection avec le chemin Saint-André, dans un virage à 90°. Elle traverse ensuite Saint-André, puis continue à se diriger vers le nord pendant 10 kilomètres, où elle bifurque vers le nord-ouest dans un autre virage à 90°, à son intersection avec le chemin Bérubé. 8 kilomètres plus loin, la 255 se termine sur la route 17, 10 kilomètres au nord-est de Saint-Léonard. 
La 255 traverse une région majoritairement agricole, dû au fleuve Saint-Jean, situé tout près.

## Intersections principales
| Route 255       |                     |     |                                                                    |                                    |
| Comté           | Location            | km  | Intersection/Destinations                                          | Notes                              |
| Madawaska       | Saint-André         | 0   | R-2, R-108, Grand Falls centre, Edmundston, Woodstock, Fredericton | Début de la 255; sortie 75 de la 2 |
| Madawaska       | Saint-André         | 1   | Ch. Saint-André sud, Grand Falls                                   | Virage à 90° vers la gauche        |
| Madawaska       | Saint-André         | 3.5 | Chemin de l'Église, Woodville, Saint-Léonard                       |                                    |
| Madawaska       | Levesque Settlement | 11  | Chemin Bérubé est, Comeau Ridge                                    | Virage à 90° vers la gauche        |
| Madawaska       | Violette Settlement | 19  | R-17, Saint-Léonard, Saint-Quentin, Campbellton                    | Fin de la 255                      |
| Bleu: Échangeur |                     |     |                                                                    |                                    |